# Эспино, Габи
Габи Эспино (исп.  María Gabriela Espino Ruguero, род. 15 ноября 1976 г. в городе Каракас, Венесуэла) — венесуэльская актриса, модель и телеведущая.

## Биография
Родилась в городе Маракай, Венесуэла в семье инженера-химика и публициста. Эспино имеет испанское и ливанское происхождение. Её родители развелись, когда она была ребёнком. Имеет двух братьев, Мариано Эспино и Густаво Эспино, а также двух сестёр, Андреина Эспино и Нелли Гуинанд (Эспино).
Изначально Эспино планировала стать ветеринаром или стоматологом. Впоследствии она стала изучать связи с общественностью, но так и не закончила обучение, так как прошла прослушивание на роль Далины в телесериале Nubeluz.
Эспино изучала актёрское мастерство в школе Луз Колумба в Каракасе в течение двух лет, а затем получила роль в сериале «От всего сердца» в 1997 году.
В 1999 году её семья переехала в Майами, США. Последовали съемки в телесериале «Возлюбленная».
В 2001 году Эспино решила вернуться в Венесуэлу, чтобы сыграть в двух телесериалах, «Любовники полной Луны» и «Война женщин».
В 2002 году выходит телесериал «Семья Гонсалес» с её участием.
В 2003 году Эспино вернулась в Майами, чтобы сыграть роль злодейки в телесериале «Ребека». В 2004 году она сыграла главную роль в телесериале «По имени Луна».
В 2007 году снялась в телесериале «Без стыда». В 2008 году последовали съемки в телесериале «Лицо Аналии».
В 2009 году она работает над сериалом «Падший ангел» производства Telemundo, в котором она снялась с Дженкарлосом Канелой. Кроме того, ей удалось получить награду как лучшая актриса года.
В 2011 году в Колумбии прошли съемки сериала «Око за око». В 2013 снялась в телесериале «Святой дьявол».

## Личная жизнь
Была замужем за Кристобалом Ландером, от которого родила дочь Ориану Ландер Эспино. Позже встречалась с актёром Дженкарлосом Канелой, с которым познакомилась на съемках сериала «Падший ангел», у актёров родился сын — Николас Канела Эспино. С 2018 года состоит в отношениях с Джейми Майол.

## Фильмография
- Годы молодые (сериал) (1997) — Наталья Аристигуита
- Любящее сердце (сериал) (1999) — Ивана
- Полуночные любовники (сериал) (2000—2001) — Абрил Карденас
- Война женщин (сериал) (2001—2002) — Юбири Габоа
- Семья Гонсалес (сериал) (2002) — Алели Гонсалес
- Ребека (сериал) (2003) — принцесса Изагуира Забалета де Монтальбан
- По имени Луна (сериал) (2004) — Луна Мендоза
- В поисках идеального мужчины (сериал) (2005—2008) —  Мария Карлотта Ривас
- Жена моего брата (2005) — Лаура
- Жестокий мир (сериал) (2006) — Марианжела
- Sin vergüenza (сериал) (2007) — Рената
- Лицо Аналии (сериал) (2008—2009) — Марианна Андраде
- Más sabe el diablo (сериал) (2009) — Мануэла Давила
- «Santa diabla» (сериал) (2013) — «Санта Мартинес/Аманда Браун»